# Hamadryas guatemalena
Hamadryas guatemalena är en fjärilsart som beskrevs av Bates 1864. Hamadryas guatemalena ingår i släktet Hamadryas och familjen praktfjärilar. Inga underarter finns listade i Catalogue of Life.

## Bildgalleri

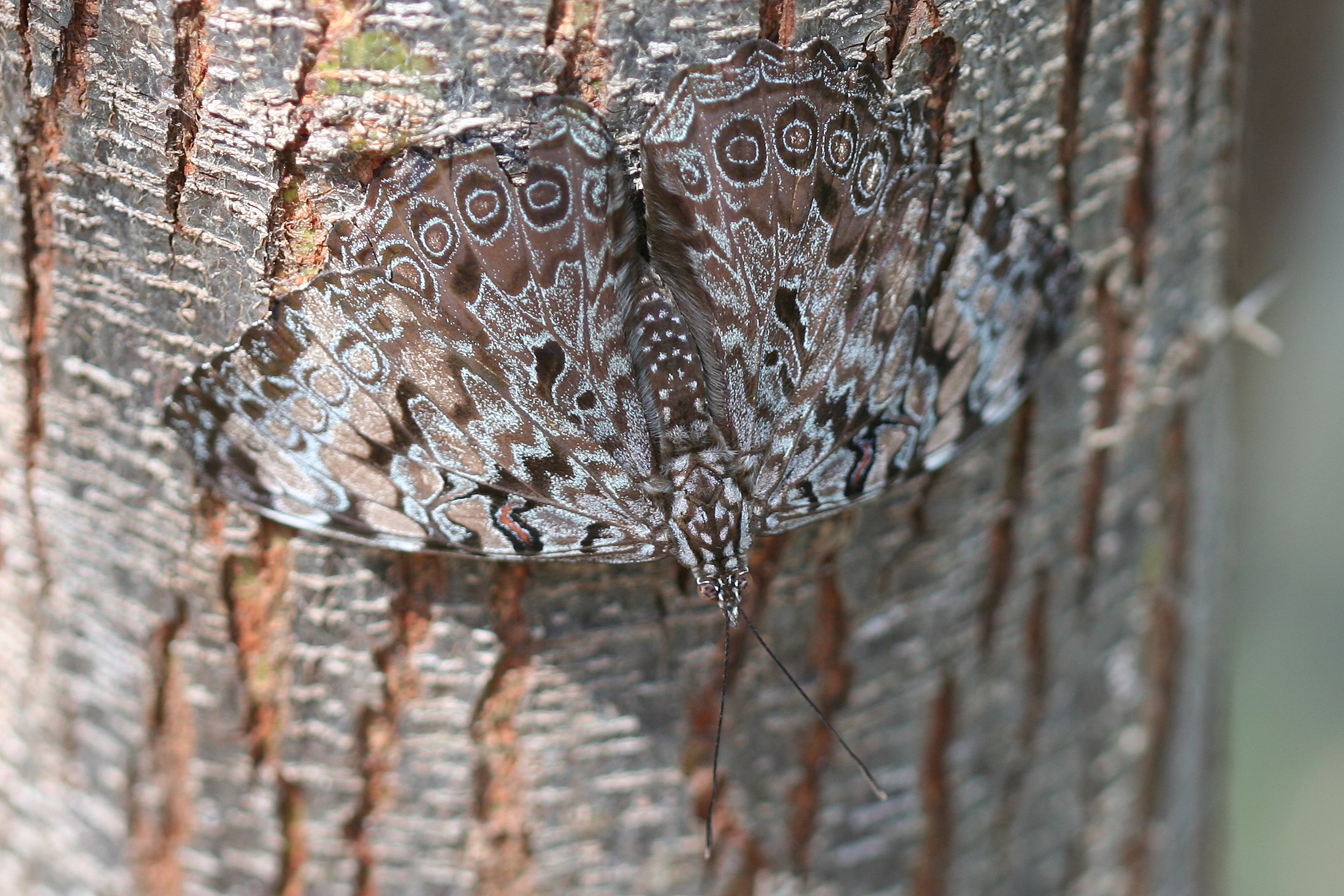
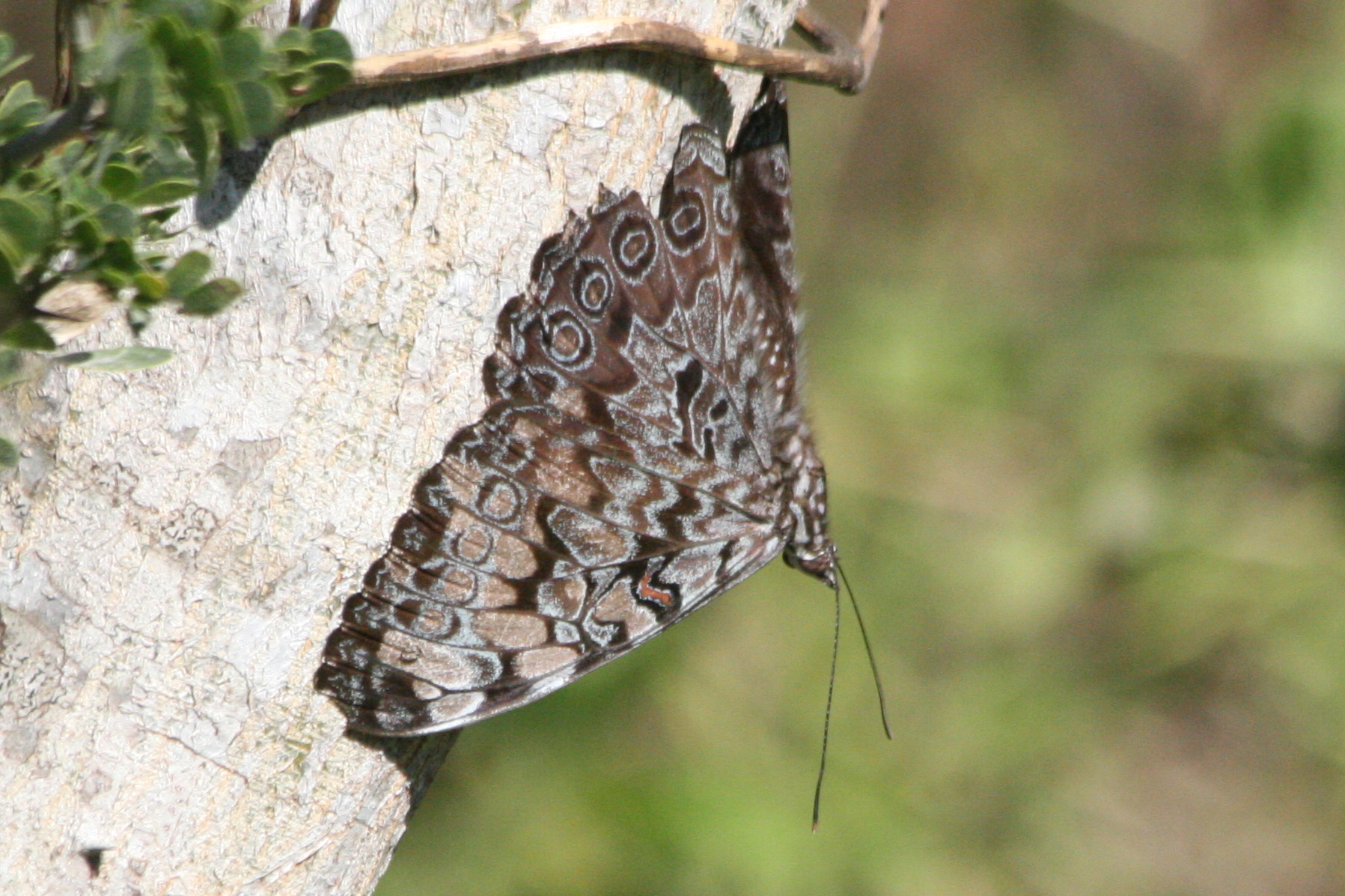
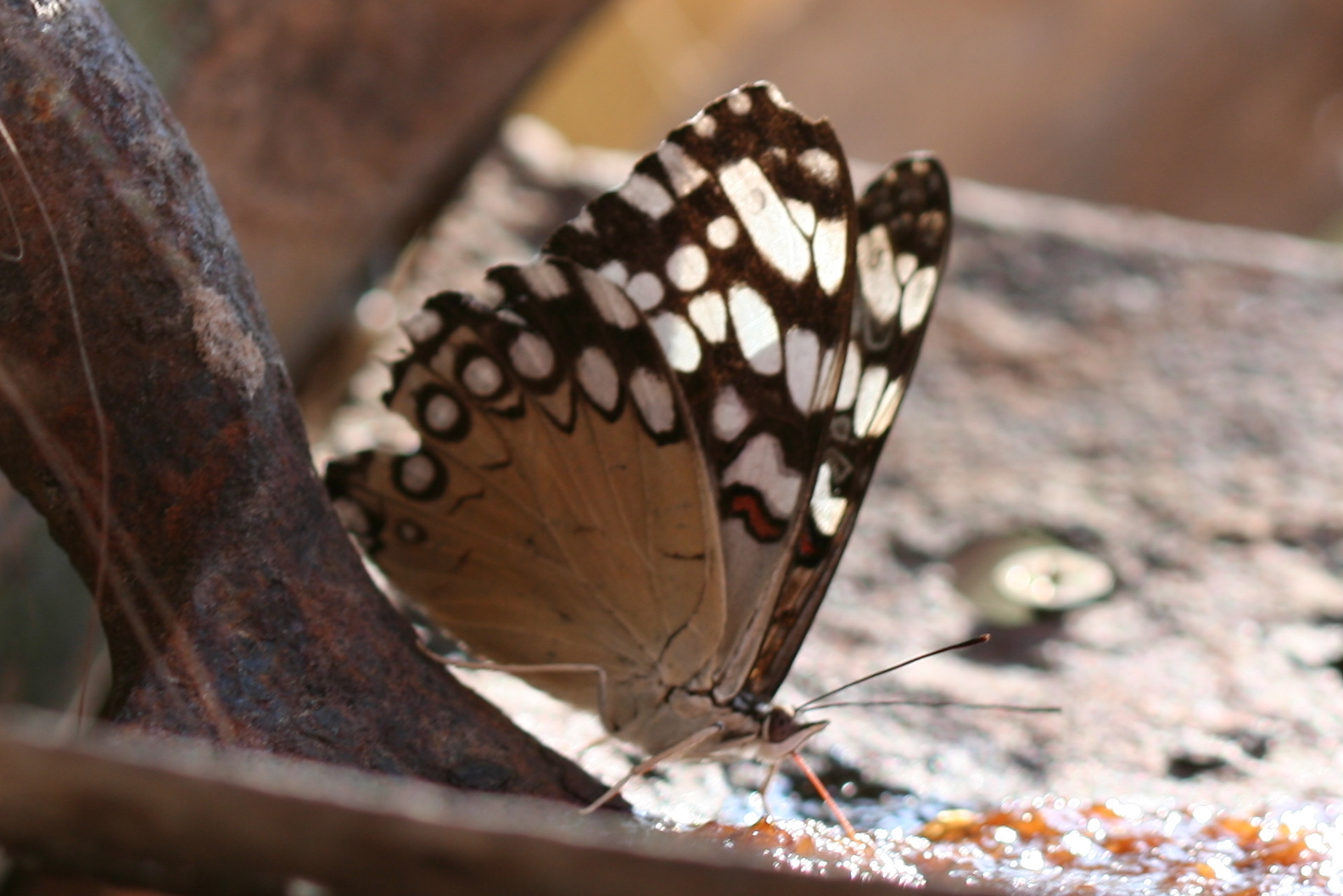